# Harry Geithner
Harry Geithner (Bogotá, 9 de marzo de 1967) es un actor, director y productor colombiano. 
Conocido por ser CEO de Geithnerland Productions Inc., una compañía productora, agencia de talentos y creadora de contenidos audiovisuales para cine, teatro, televisión y redes sociales ubicada en la ciudad de Nueva York; donde, además, se dictan clases de actuación, educación de la voz, arte escénico y neutralización de acento.
Desde 2023, es cofundador y Chairman de la Minority Arts & Media Foundation.
Una de sus hermanas es Aura Cristina Geithner, actriz y cantante.

## Biografía
Harry Geithner se graduó como Licenciado en Administración de Empresas en el Instituto Tecnológico y de Estudios Superiores de Monterrey (ITESM) en la Ciudad de México; y luego formó dos compañías: Una editorial llamada "EL MÉXICO MODERNO" y una empresa Exportadora e Importadora, llamada "HG" tanto en México como en Colombia. Harry es fotógrafo profesional y en su juventud trabajó creando portafolios a jóvenes artistas y aspirantes a actores.
A los 26 años comenzó a estudiar Arte Dramático, Filosofía y Letras, Educación de la Voz, Artes Escénicas, Teatro, Cine y Televisión en la Academia CONARTE, en Colombia siendo su gran mentor, el maestro Norman Karin. Posteriormente, estudió Televisión, Cine y Teatro en México, en la Academia MM Studio de Patricia Reyes Spíndola.
Participó en su país natal en telenovelas como Café con aroma de mujer, Paloma, Sueños y espejos, Momposina, De pies a cabeza, Cuenta conmigo, entre otras. Tiempo después viajó a México, donde fue contratado por Televisa Network, en una producción de Carla Estrada para realizar un personaje de villano llamado "Lencho" en la telenovela Te sigo amando. Dicha actuación lo consagró en 1999 como ganador del prestigioso premio de la Asociación de Cronistas de Espectáculos de Nueva York. 
En México recibió el premio Las Palmas de Oro -en 1997- por su papel en 'Te Sigo Amando' como Actor Revelación.
En 1998, resultó premiado con Las Palmas de Oro León en México como 'Mejor Actor Joven de Mayor Impacto en la Televisión', otorgado por el Círculo Nacional de Periodistas A.C.
Harry Geithner es, además, ganador de un premio Emmy por su labor como coconductor, junto a Ana Maria Canseco. de la transmisión del Desfile del Torneo de las Rosas en Pasadena, California por la cadena Univision.
De 1999 a 2001, Harry Geithner fue el coconductor del show de televisión de juegos "A Que No Te Atreves", junto a las actrices Sofia Vergara y Adriana Lavat. Este programa fue un enorme éxito en los Estados Unidos, y fue de los más vistos de la cadena Univisión, producido por Cristina Saralegui.
En la actualidad, Harry mantiene una relación sentimental con la empresaria argentina Alejandra Geithner, y ambos se encuentran radicados en la ciudad de Nueva York.
En los Estados Unidos, Harry ha recibido numerosos reconocimientos y premios -Citations y Certificados al Mérito como ciudadano destacado- por parte del gobierno por su labor y trayectoria en la actuación para el mercado hispano en dicho país.

## Filmografía como Actor

### Telenovelas
- El amor no tiene receta (2024) - Elías Barral
- 100 días para enamorarnos (2020) - Bruno Cázares
- Por amar sin ley (2018) - Jorge García
- Hijas de la luna (2018) - Gustavo Reina "El Divo"
- Un camino hacia el destino (2016) - Leopoldo Arellano
- Amores con trampa (2015) - Esteban Cifuentes
- Voltea pa' que te enamores (2014-2015) - Doroteo
- Libre para amarte (2013) - Napoleón Vergara
- Un refugio para el amor (2012) - Óscar Gaitán
- Maldita (2012) - Esteban Zúñiga
- Eva Luna (2010-2011) - Francisco Conti
- Hasta que el dinero nos separe (2009-2010) - Édgar Marino "El Zorro"
- La traición (2008) - Francisco "Paquito" de Morales
- El juramento (2008) - Diego Platas
- El Zorro: la espada y la rosa (2007) - Comandante Ricardo Montero
- La verdad oculta (2006) - Leonardo Faidella
- Inocente de ti (2004-2005) - Gustavo
- Amy, la niña de la mochila azul (2004) - Dr. César Ballesteros
- Amor real (2003) - Teniente Yves Santibáñez De La Roquette
- Entre el amor y el odio (2002) - Everardo Castillo
- María Belén (2001) - Rogelio García Marín
- Ángela (1998-1999) - Julián Arizpe
- Te sigo amando (1996-1997) - Lencho
- Paloma (1994)
- Café con aroma de mujer (1994) - Dr. Carmona

### Series y programas de televisión
- Gloria Trevi: ellas soy yo (2023) - Emilio Azcárraga Milmo
- Mr. Marlow (2022) - Mr. Marlow
- Silvia Pinal, frente a ti (2019) - Emilio Azcárraga Milmo
- Esta historia me suena (2019) - Ramón
- Entre olivos (2018 - España) - Gustavo Anguino
- Renta congelada (2017) - Masajista
- La rosa de Guadalupe (2017) - Idelfonso
- Como dice el dicho (2012-2014) - Mauro/René/Sebastián
- Mi sueño es bailar (2012)
- No me hallo (2011) - Abelardo
- Don Francisco presenta (2005-2010)
- Los simuladores (2009)
- Tiempo final (2007)
- Decisiones (2006-2008)
- Nunca te diré adiós (2005) - Ricardo Alvarado
- A que no te atreves (1999)
- Mujer, casos de la vida real (1997-2002)
- Cuenta conmigo (1995)
- Sueños y espejos (1994)

### Cine
- El Magistral (2022) - Fiscal Olmos
- Fendom (2017) - David
- La Santa Muerte (2007)
- Testigo protegido (2006)
- Zona de silencio: Paralelo 27 (2004)
- Carne de cañón (2003)
- Detrás del paraíso (2002)
- Carreras parejeras (2002)
- El patrón mas chingón en prisión (2002)
- Asesinos de ilegales (2001)
- Narcos contra sotanas (2001)
- Niños y criminales (2001)
- Orquídea sangrienta (2001)
- Sotana roja (2001)
- Acoso prohibido (2000)
- La banda de los cholos 2 (2000)
- Los muertos no hablan (2000)
- Texana 100 X #5 (2000) - Comandante Al Espino
- Caminos chuecos (1999)
- Matar o morir (1999)
- La leyenda del pistolero (1998)
- Encuentro de valientes (1991)

## Filmografía como director

### Cortometrajes
- Dormimos como Vivimos (2019)
- Focos Rojos (2020)
- Para Ayer es Tarde (2022)

### Series
- Mr. Marlow (2022) - próximamente

## Premios y nominaciones

### Premios People en Español
| Año  | Categoría              | Telenovela              | Resultado |
| ---- | ---------------------- | ----------------------- | --------- |
| 2012 | Mejor Actor Secundario | Un refugio para el amor | Nominado  |

### Atlixco Film Festival de México
| Año  | Categoría                        | Producción            | Resultado |
| ---- | -------------------------------- | --------------------- | --------- |
| 2020 | Mejor Guion                      | Dormimos como vivimos | Ganador   |
| 2021 | Mención Honorífica Mezcal de Oro | Focos Rojos           | Ganador   |

### Hudson International Film Festival NYC
| Año  | Categoría             | Producción            | Resultado |
| ---- | --------------------- | --------------------- | --------- |
| 2021 | Mejor Guion           | Dormimos como vivimos | Ganador   |
| 2021 | Audience Choice Award | Dormimos como vivimos | Ganador   |

### Otros premios
- ACE Awards (Asociación de Cronistas del Espectáculo de New York)
- Palmas de Oro (Círculo Nacional de Periodistas de México)
- Palmas de Oro Leon (Círculo Nacional de Periodistas de México)
- Premio Paoli (Puerto Rico)
- Emmy Award (Univision - Pasadena, California)
- Micrófono de Oro 2019 (Asociación Nacional de Locutores de México A.C.)
- Certificate of Recognition 2019 (State of New York - Executive Chamber)
- Citation como ciudadano destacado (2019 - Office of the Executive - Nassau County - State of New York)
- Citation como ciudadano destacado (2019 - Otorgado por el Senador Kevin Thomas del Senado de New York)
- Certificate of Appreciation 2019 (City of Huntington Park, Los Ángeles otorgado por la alcaldesa Karina Macias)